# International Business Systems
International Business Systems (IBS) – szwedzkie przedsiębiorstwo informatyczne, producent zintegrowanego systemu informatycznego Application SoftWare. Posiada ponad 70 oddziałów w 30 krajach i zatrudnia blisko 2500 osób. Oferuje również spolonizowane wersje swojego oprogramowania.